# Parlamentswahl in Norwegen 2025

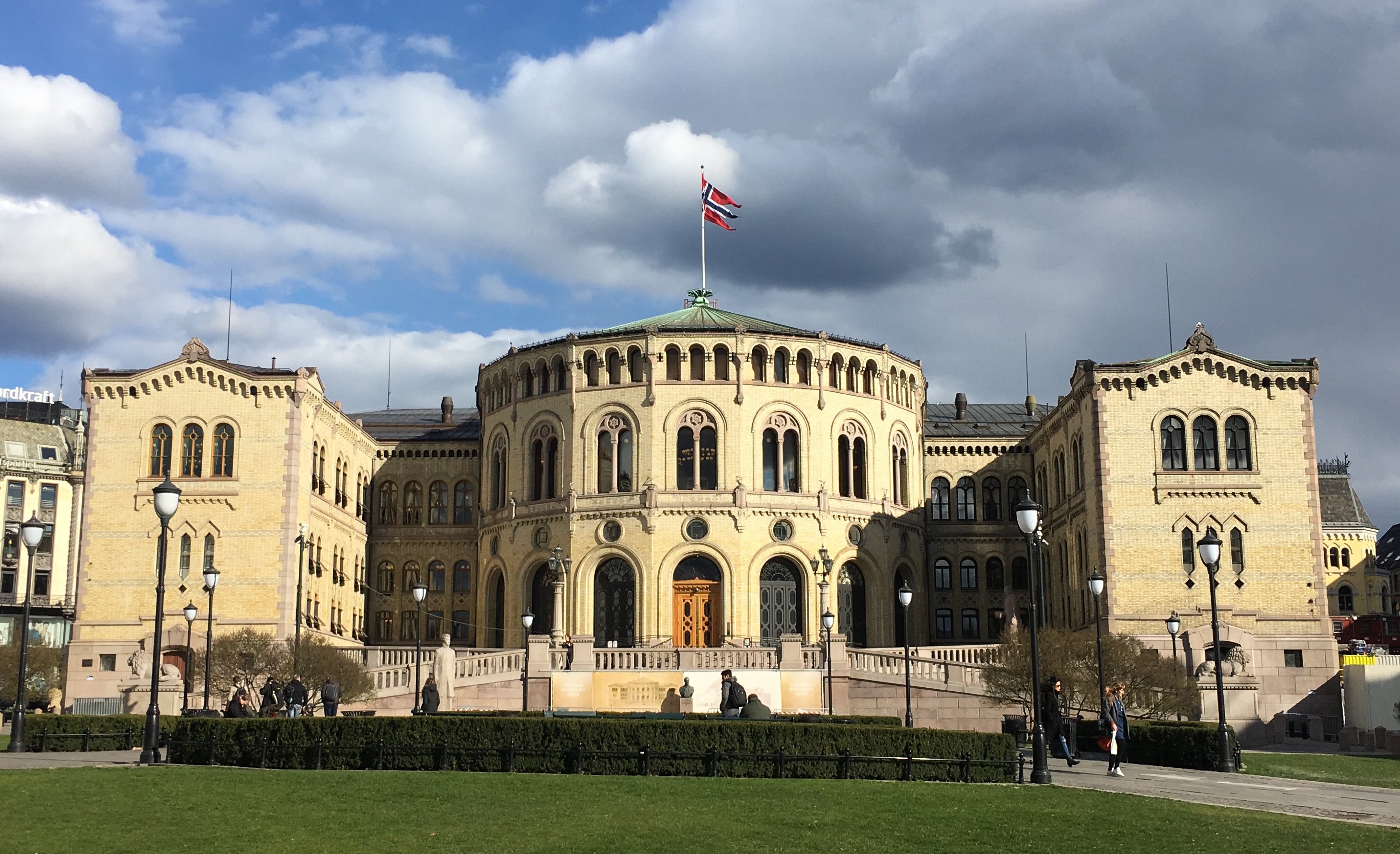
Parlamentsgebäude in Oslo

Die Parlamentswahl in Norwegen 2025 (norwegisch Stortingsvalget 2025 oder Stortingsvalet 2025) soll am 8. September 2025 stattfinden. Eine vorgezogene Wahl ist nicht möglich. Bei der Wahl werden die 169 Abgeordneten für das norwegische Nationalparlament Storting gewählt.

## Wahlsystem

### Wahlkreise und Mandatsvergabe
Bei der Wahl werden die 169 Mitglieder des Stortings für die Legislaturperiode 2025–2029 bestimmt. Die Wahlkreise sind seit der Wahl im September 2021 nicht mehr deckungsgleich mit den Fylkern, den norwegischen Provinzen. Grund hierfür ist die von 2018 bis 2020 durchgeführte Regionalreform, bei der mehrere Fylker fusioniert wurden, während die Zahl der Wahlkreise unverändert blieb. Nachdem einige fusionierte Fylker zum 1. Januar 2024 wieder aufgespalten wurden, werden bei der Wahl 2025 wieder mehr Wahlkreise einem Fylke entsprechen. In den Fylkern Agder, Innlandet, Trøndelag und Vestland werden bei der Wahl 2025 jeweils zwei Wahlkreise bestehen.
Die Anzahl der Parlamentssitze pro Wahlkreis wird basierend auf der Fläche und Einwohnerzahl der einzelnen Wahlkreise berechnet, wobei die Verteilungszahl mit der Formel „1,8 * Fläche in km² + Einwohnerzahl“ berechnet wird. Durch diese Formel wird insbesondere der ländliche und dünn besiedelte Norden überrepräsentiert. Die Berechnung der Mandate pro Wahlkreis wurde bis zur Wahl 2021 vom Kommunalministerium alle acht Jahre neu durchgeführt. Für die Wahlen 2021 und 2025 hätten die Berechnung auf Werten vom 1. Januar 2020 beruhen sollen. Bei einer Änderung des Wahlgesetzes im Jahr 2022 wurde jedoch festgelegt, dass die Mandate vor jeder Wahl neu berechnet werden sollen. Bei der Neuberechnung im Jahr 2024 kam es zu einer Änderung der Mandatszahlen in Akershus, das ein Mandat hinzugewann, und Finnmark, das ein Mandat verlor.
In jedem Wahlkreis werden alle Sitze bis auf einen anhand des dortigen Wahlergebnisses nach dem Sainte-Laguë-Verfahren bestimmt. Der verbleibende Sitz dient als Ausgleichsmandat, wodurch landesweit eine annähernd proportionale Repräsentation gewährleistet werden soll. Ausgleichsmandate werden nur an Parteien verteilt, die landesweit mindestens vier Prozent der Stimmen erhalten. Parteien, die bei den Ausgleichsmandaten nicht berücksichtigt werden, da sie Werte von unter vier Prozent erreichen, können über in den Wahlkreisen gewonnene Mandate trotzdem ins Storting einziehen.

Wahlkreis mit Zahl der Mandate

| Fylke           | Wahlkreis        | Einwohner (1. Januar 2024) | Fläche (in km²) | Mandate | Veränderung |
| --------------- | ---------------- | -------------------------- | --------------- | ------- | ----------- |
| Agder           | Aust-Agder       | 122.968                    | 9155            | 4       | ±0          |
| Agder           | Vest-Agder       | 196.882                    | 7278            | 6       | ±0          |
| Akershus        | Akershus         | 728.803                    | 5895            | 20      | +1          |
| Buskerud        | Buskerud         | 269.819                    | 14.694          | 8       | ±0          |
| Finnmark        | Finnmark         | 75.053                     | 48.638          | 4       | –1          |
| Innlandet       | Hedmark          | 202.048                    | 27.398          | 7       | ±0          |
| Innlandet       | Oppland          | 174.256                    | 24.675          | 6       | ±0          |
| Møre og Romsdal | Møre og Romsdal  | 270.624                    | 14.356          | 8       | ±0          |
| Nordland        | Nordland         | 243.081                    | 38.155          | 9       | ±0          |
| Oslo            | Oslo             | 717.710                    | 454             | 20      | ±0          |
| Østfold         | Østfold          | 312.152                    | 4004            | 9       | ±0          |
| Rogaland        | Rogaland         | 499.417                    | 9377            | 14      | ±0          |
| Telemark        | Telemark         | 177.093                    | 15.298          | 6       | ±0          |
| Troms           | Troms            | 169.610                    | 26.189          | 6       | ±0          |
| Trøndelag       | Nord-Trøndelag   | 135.440                    | 21.945          | 5       | ±0          |
| Trøndelag       | Sør-Trøndelag    | 347.516                    | 20.258          | 10      | ±0          |
| Vestfold        | Vestfold         | 256.432                    | 2168            | 7       | ±0          |
| Vestland        | Hordaland        | 541.875                    | 15.438          | 16      | ±0          |
| Vestland        | Sogn og Fjordane | 109.424                    | 18.433          | 4       | ±0          |
| Norwegen        | –                | –                          | –               | 169     | ±0          |

### Wahlberechtigung
Wahlberechtigt sind nach § 2-1 des norwegischen Wahlrechts (Valgloven) alle norwegischen Staatsbürger, die bereits 18 Jahre alt sind oder bis zum Ablauf des Wahljahres 18 Jahre alt werden und als in Norwegen wohnhaft gemeldet sind oder waren. Das Personal an den norwegischen Botschaften und Konsulaten im Ausland sowie deren Haushaltsmitglieder erhalten das Stimmrecht unabhängig davon, ob sie jemals als in Norwegen wohnhaft gemeldet waren.

### Termin
Am 3. Mai 2024 wurde im Staatsrat der Wahltermin für die Stortingswahl sowie für die zeitgleich stattfindende Sametingswahl auf Montag, den 8. September 2025 festgesetzt. Jede Kommune darf selbst entscheiden, ob zusätzlich am 7. September 2025, also am Sonntag, gewählt werden darf. Wahlen in Norwegen finden immer montags statt, gesetzlich vorgeschrieben ist zudem der September als Wahlmonat. Im Gegensatz zu vielen anderen Ländern sind in Norwegen keine vorgezogenen Wahlen im Grundgesetz vorgesehen. Weder die Regierung noch das Parlament kann solche anordnen.

## Ausgangslage

### Parlament
Bei der Parlamentswahl im September 2021 ging die sozialdemokratische Arbeiderpartiet (Ap) als größte Fraktion hervor. Ins Parlament zogen Mitglieder der Arbeiderpartiet, der konservativen Høyre (H), der Senterpartiet (Sp), der rechten Fremskrittspartiet (FrP), der sozialistischen Sosialistisk Venstreparti (SV), der Partei Rødt (R), der liberalen Venstre (V), der grünen Miljøpartiet De Grønne (MDG), der christdemokratischen Kristelig Folkeparti (KrF) sowie der Partei Pasientfokus (PF) ein. Die Partei Pasientfokus erhielt dabei nur ein Mandat im Wahlkreis Finnmark. Die Parteien KrF und MDG erreichten ebenfalls nicht vier Prozent und wurden bei der Verteilung der Ausgleichsmandate nicht berücksichtigt. Sie zogen mit jeweils drei Abgeordneten ins Storting ein.
Parlamentspräsidentin wurde nach der Wahl zunächst die Ap-Politikerin Eva Kristin Hansen. Sie trat bereits im November 2021 zurück und wurde von ihrem Parteikollegen Masud Gharahkhani ersetzt. Im März 2024 trat die frühere Außenministerin Anniken Huitfeldt aus dem Storting aus, um norwegische Botschafterin in den Vereinigten Staaten werden zu können.
Insgesamt 61 der 169 Stortingsmitglieder der Legislaturperiode 2021–2025 kandidieren bei der Parlamentswahl 2025 nicht erneut für einen Sitz im Parlament. Aus dem Kabinett Støre gaben Espen Barth Eide sowie die zum Zeitpunkt ihrer Bekanntgabe bereits aus der Regierung ausgeschiedenen Minister Anette Trettebergstuen und Ola Borten Moe bekannt, dass sie nicht zur Wiederwahl antreten werden. Zu den weiteren bekannteren Abgeordneten, die nicht den Nominierungsprozess ihrer Parteien durchliefen, zählen der ehemalige SV-Vorsitzende und frühere Minister Audun Lysbakken, die beiden früheren KrF-Vorsitzenden Olaug Bollestad und Kjell Ingolf Ropstad, die frühere SV-Parteisekretärin Kari Elisabeth Kaski sowie die ehemaligen Minister Jan Tore Sanner, Tina Bru und Linda Hofstad Helleland von der Partei Høyre. Des Weiteren wurden drei ehemalige Arbeiderpartiet-Ministerinnen der Regierung Støre in ihren Wahlkreisen nicht nominiert, obwohl sie sich der parteiinternen Kandidatur stellten: Marte Mjøs Persen, Hadia Tajik und Ingvild Kjerkol.

### Regierung Støre

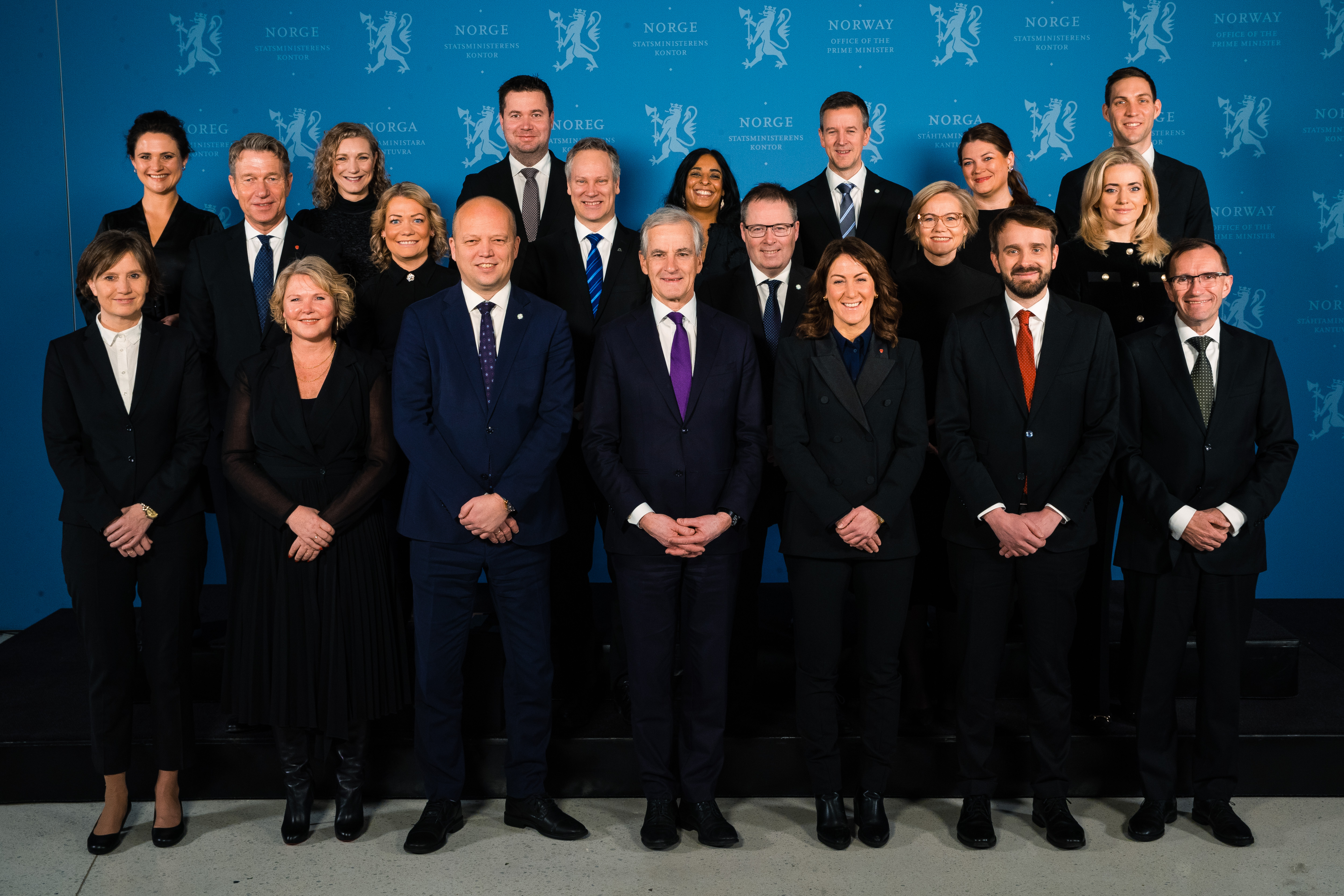
Regierung Støre, Dezember 2023

Nach der Parlamentswahl am 13. September 2021 begannen die Arbeiderpartiet, die Senterpartiet und die Sosialistisk Venstreparti mit Sondierungsgesprächen. Die Sosialistisk Venstreparti unter Führung des damaligen Parteivorsitzenden Audun Lysbakken kündigte in der Folge an, sich nicht an der Regierung beteiligen zu wollen. Es folgten Regierungsverhandlungen zwischen der Arbeiderpartiet und der Senterpartiet. Am 14. Oktober 2021 übernahm die Regierung Støre unter dem Arbeiderpartiet-Vorsitzenden Jonas Gahr Støre als Minderheitsregierung die Amtsgeschäfte von Erna Solbergs Regierung.
Bei den landesweiten Kommunal- und Fylkestingswahlen im September 2023 gehörten die beiden Regierungsparteien zu den Wahlverlierern. Die Arbeiderpartiet erhielt das erste Mal seit 1924 bei einer Wahl landesweit weniger Stimmen als die Høyre. Im Februar trat die Senterpartiet aufgrund von Unstimmigkeiten zur Umsetzung von EU-Richtlinien zur Energiepolitik aus der Regierung aus. Die Arbeiderpartiet regiert seitdem alleine weiter. Trygve Slagsvold Vedum, der Vorsitzende der Senterpartiet, kündigte an, dass seine Partei trotz des Regierungsbruchs auch nach der Wahl 2025 weiter Støre als Ministerpräsidenten unterstützen werde.

## Parteien und Kandidierende

### Parteien
| Partei                                     | Partei                                     | Kurz- bezeichnung                          | Ausrichtung                                | Ergebnis 2021                              | Abgeordnete 2021                           | Wahlkreise                                 |
| Norwegenweit antretende Parlamentsparteien | Norwegenweit antretende Parlamentsparteien | Norwegenweit antretende Parlamentsparteien | Norwegenweit antretende Parlamentsparteien | Norwegenweit antretende Parlamentsparteien | Norwegenweit antretende Parlamentsparteien | Norwegenweit antretende Parlamentsparteien |
| ------------------------------------------ | ------------------------------------------ | ------------------------------------------ | ------------------------------------------ | ------------------------------------------ | ------------------------------------------ | ------------------------------------------ |
|                                            | Arbeiderpartiet                            | Ap                                         | Sozialdemokratie                           | 26,3 %                                     | 48                                         | alle                                       |
|                                            | Høyre                                      | H                                          | Liberaler Konservatismus                   | 20,4 %                                     | 36                                         | alle                                       |
|                                            | Senterpartiet                              | Sp                                         | Agrarismus, Politische Mitte               | 13,5 %                                     | 28                                         | alle                                       |
|                                            | Fremskrittspartiet                         | FrP                                        | Rechtspopulismus, Nationalkonservativismus | 11,6 %                                     | 21                                         | alle                                       |
|                                            | Sosialistisk Venstreparti                  | SV                                         | Demokratischer Sozialismus, Ökosozialismus | 7,6 %                                      | 13                                         | alle                                       |
|                                            | Rødt                                       | R                                          | Marxismus                                  | 4,7 %                                      | 8                                          | alle                                       |
|                                            | Venstre                                    | V                                          | Liberalismus, Linksliberalismus            | 4,6 %                                      | 8                                          | alle                                       |
|                                            | Miljøpartiet De Grønne                     | MDG                                        | Grüne Politik                              | 3,9 %                                      | 3                                          | alle                                       |
|                                            | Kristelig Folkeparti                       | KrF                                        | Christdemokratie                           | 3,8 %                                      | 3                                          | alle                                       |
| Weitere im Parlament vertretene Parteien   |                                            |                                            |                                            |                                            |                                            |                                            |
|                                            | Pasientfokus                               | PF                                         | Gesundheitspolitik, Regionalismus          | 0,2 %                                      | 1                                          | Finnmark                                   |
| Listen in allen Wahlkreisen                |                                            |                                            |                                            |                                            |                                            |                                            |
|                                            | Fred og Rettferdighet                      | FOR                                        | Russophilie                                | –                                          | 0                                          | alle                                       |
|                                            | Generasjonspartiet                         | –                                          |                                            | 0,0 %                                      | 0                                          | alle                                       |
|                                            | Konservativt                               | K                                          | Sozialkonservatismus, Rechtspopulismus     | 0,4 %                                      | 0                                          | alle                                       |
|                                            | Norgesdemokratene                          | –                                          | Nationalismus, Rechtsextremismus           | 1,1 %                                      | 0                                          | alle                                       |
|                                            | Partiet DNI                                | DNI                                        |                                            | –                                          | 0                                          | alle                                       |
|                                            | Partiet Sentrum                            | –                                          | Politische Mitte                           | 0,3 %                                      | 0                                          | alle                                       |
|                                            | Velferd og Innovasjonspartiet              | VIPartiet                                  | Interessenpartei                           | –                                          | 0                                          | alle                                       |
| Listen in einigen Wahlkreisen              |                                            |                                            |                                            |                                            |                                            |                                            |
|                                            | Industri- og Næringspartiet                | INP                                        | Populismus                                 | 0,3 %                                      | 0                                          | alle bis auf Telemark                      |
|                                            | Ensomhetspartiet                           | –                                          |                                            | –                                          | 0                                          | Oslo                                       |
|                                            | Norges Kommunistiske Parti                 | NKP                                        | Kommunismus                                | 0,0 %                                      | 0                                          | Vest-Agder                                 |
|                                            | Pensjonistpartiet                          | PP                                         | Interessenpartei, Konservatismus           | 0,6 %                                      | 0                                          | alle bis auf Finnmark                      |
|                                            | Redd Ullevål sykehus                       | –                                          | Interessenpartei                           | –                                          | 0                                          | Oslo                                       |

### Parteivorsitzende der landesweit antretenden Parlamentsparteien

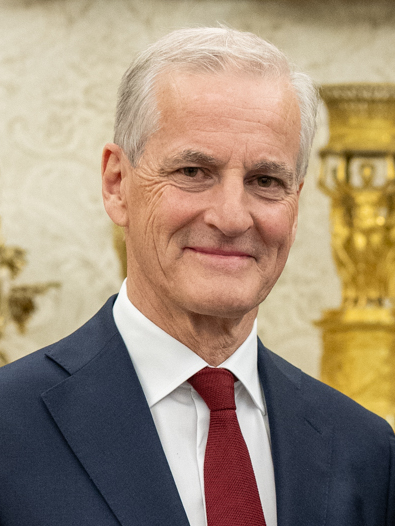
Jonas Gahr Støre, Arbeiderpartiet
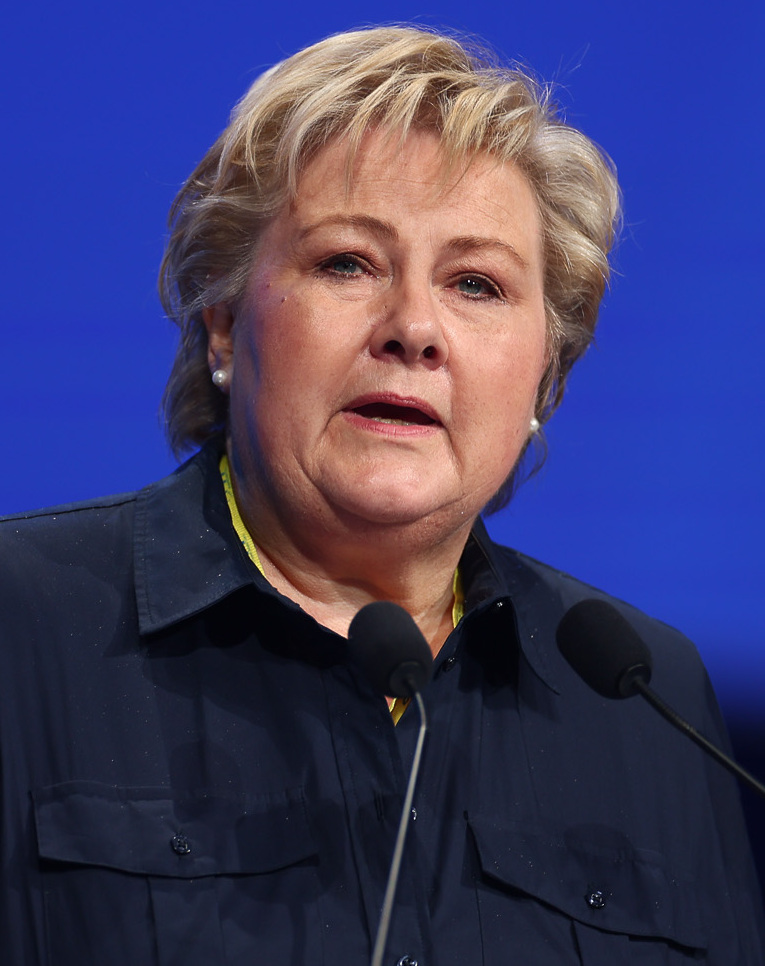
Erna Solberg, Høyre
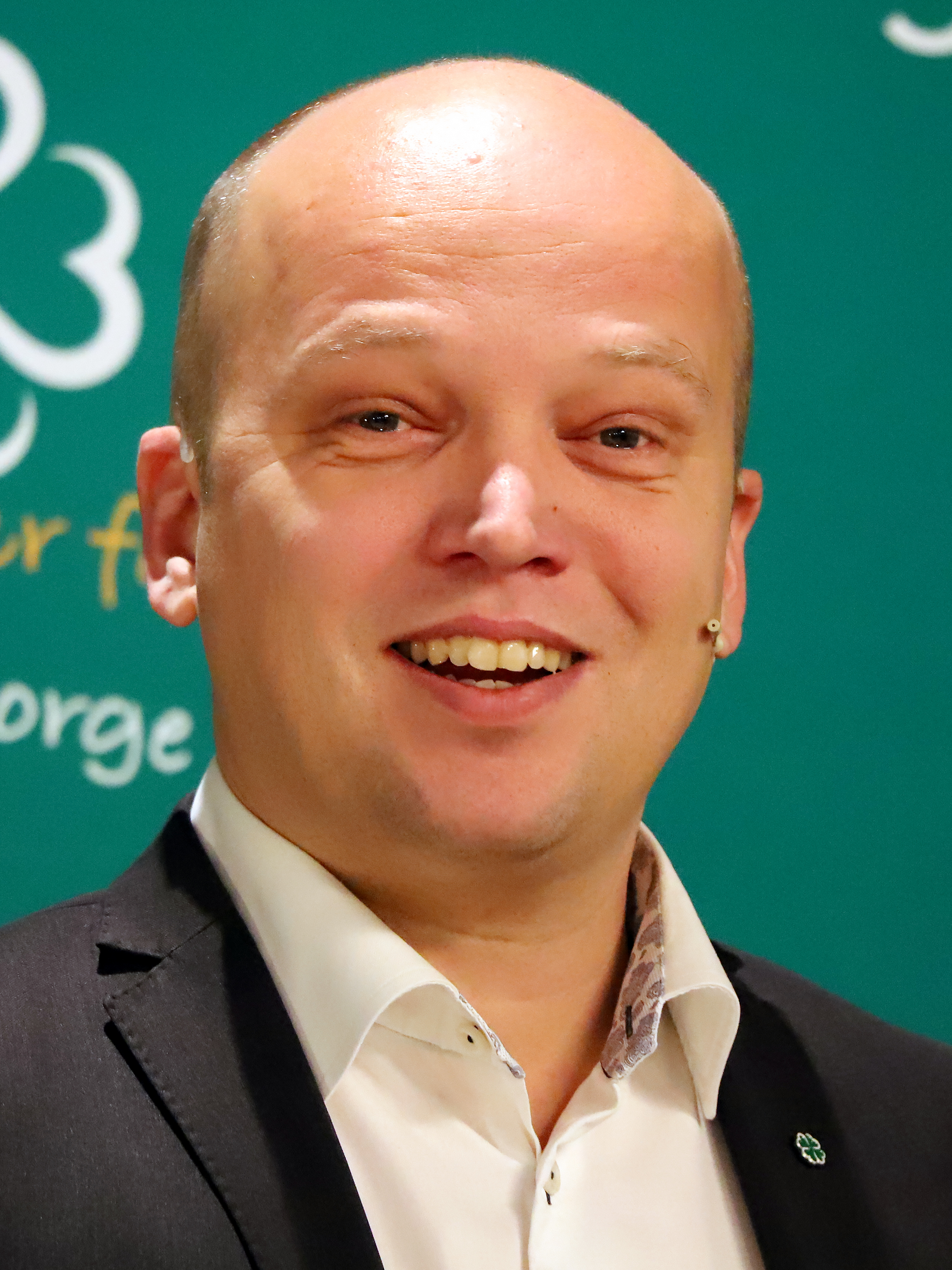
Trygve Slagsvold Vedum, Senterpartiet
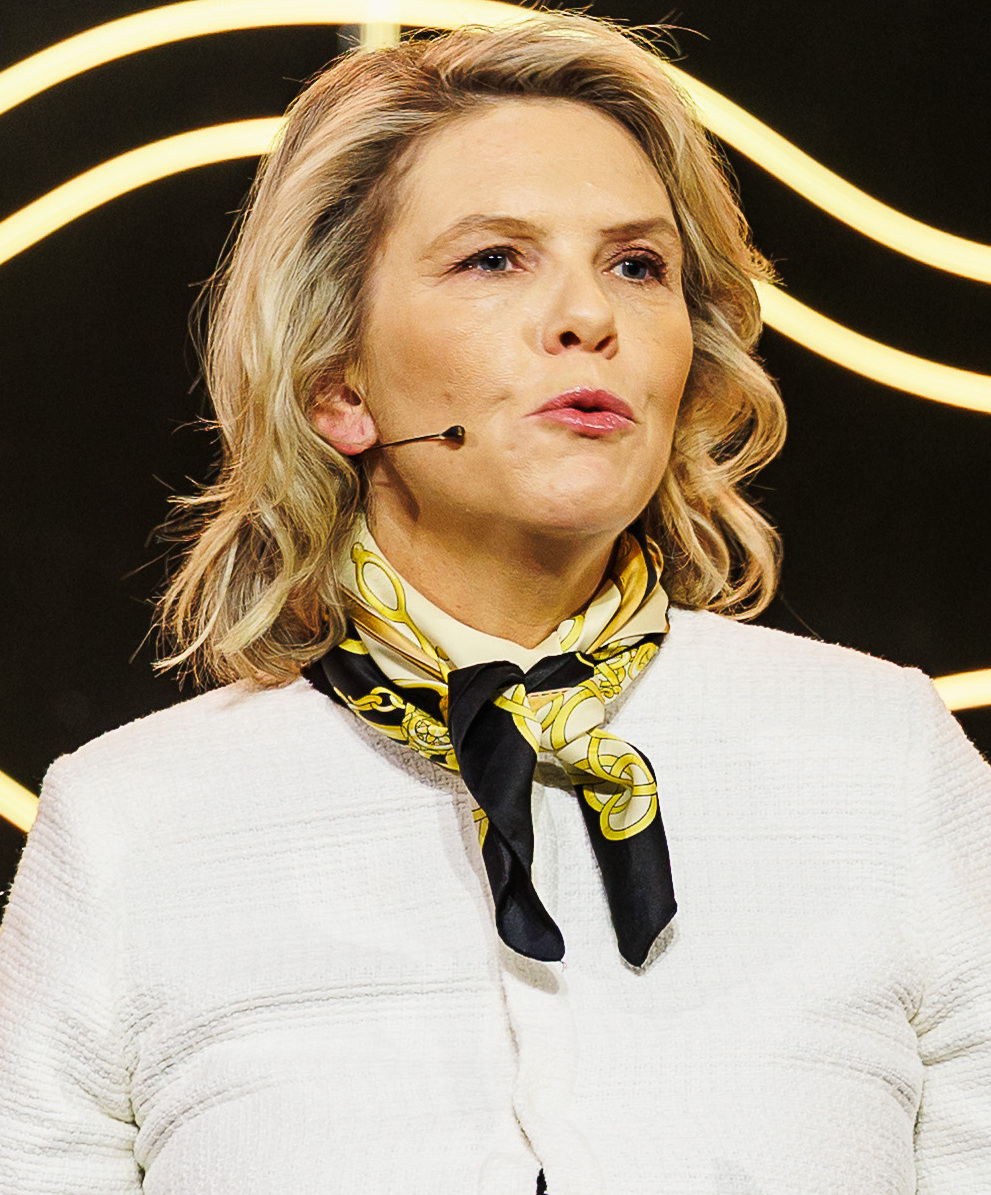
Sylvi Listhaug, Fremskrittspartiet
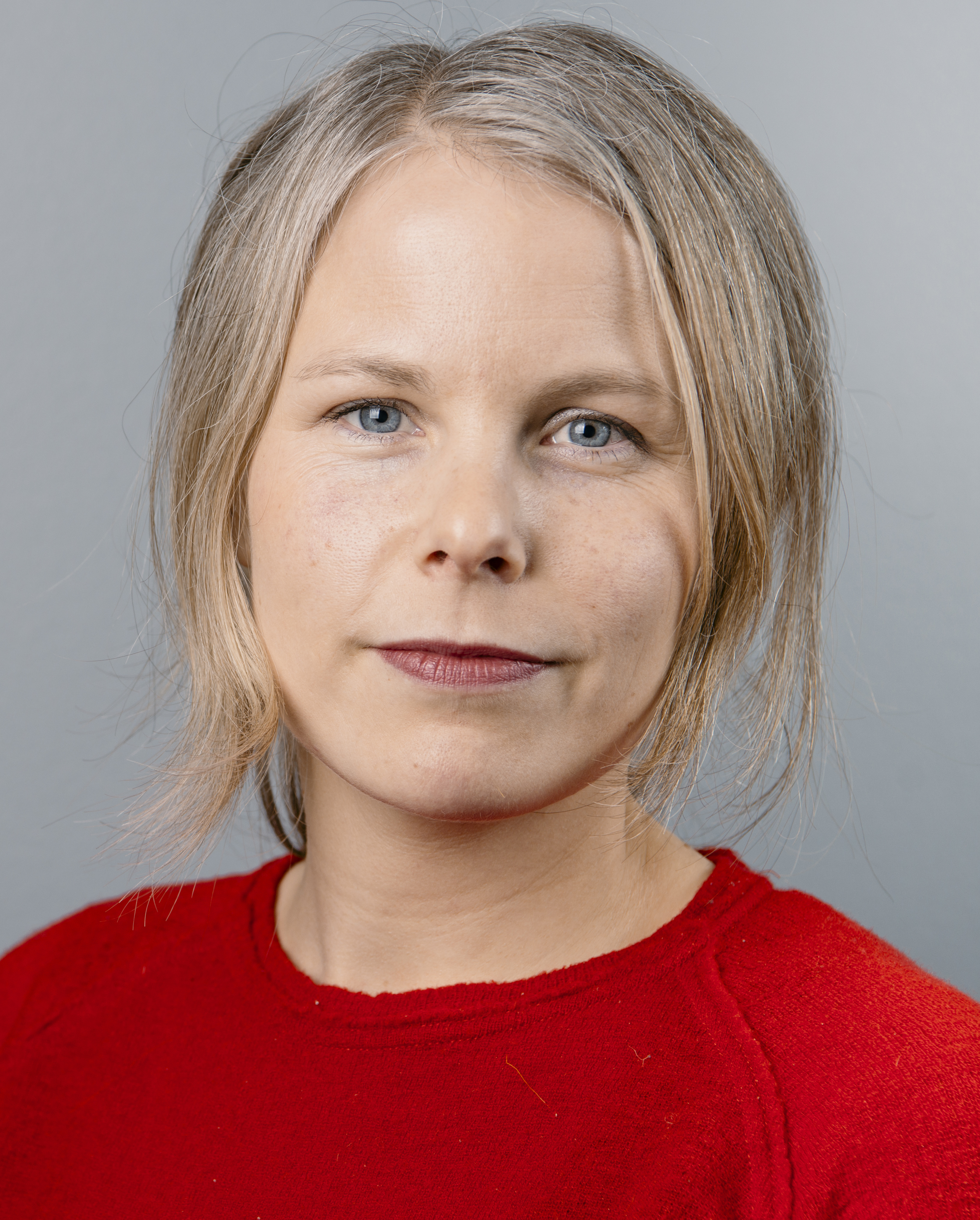
Kirsti Bergstø, Sosialistisk Venstreparti
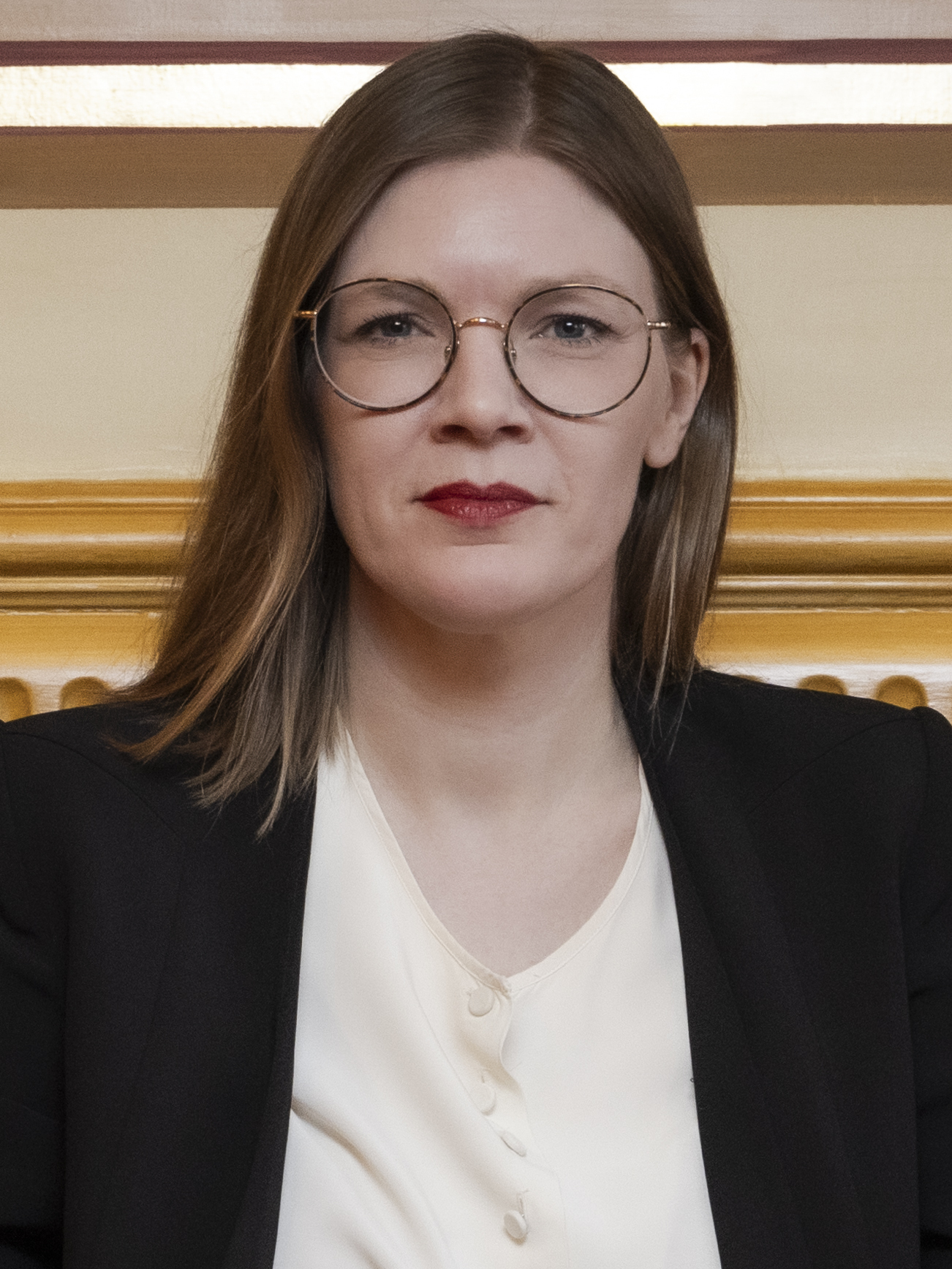
Marie Sneve Martinussen, Rødt
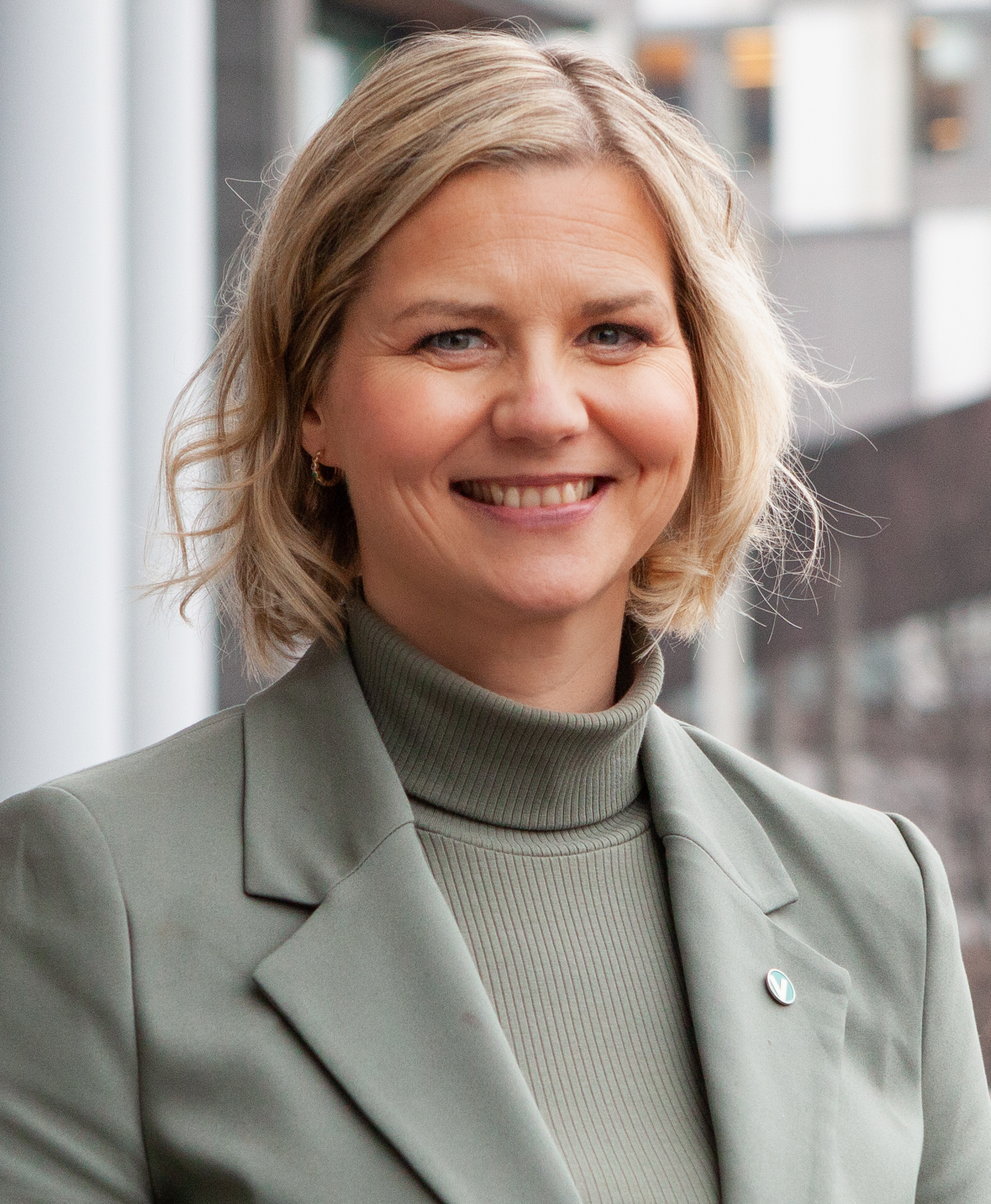
Guri Melby, Venstre
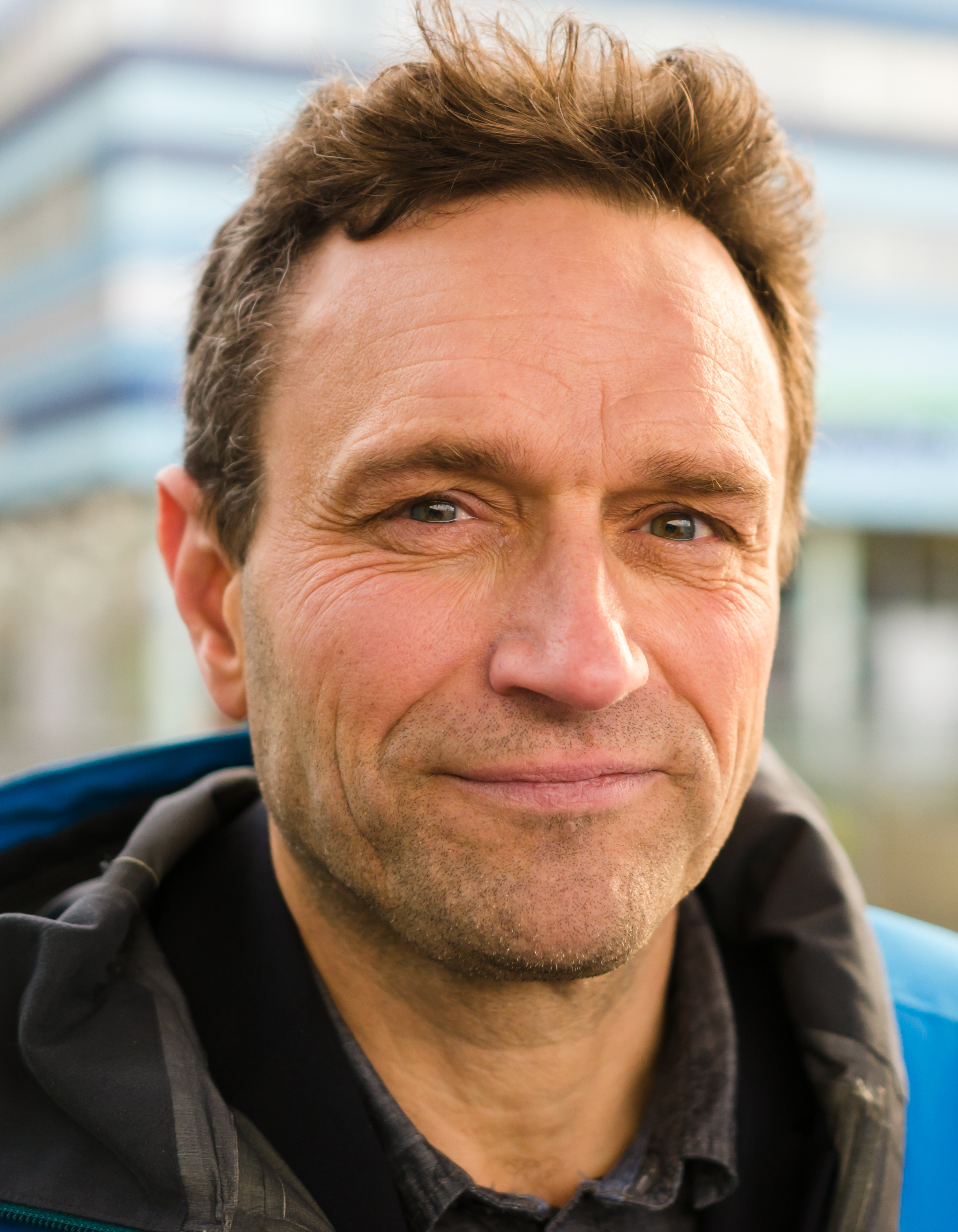
Arild Hermstad, Miljøpartiet De Grønne
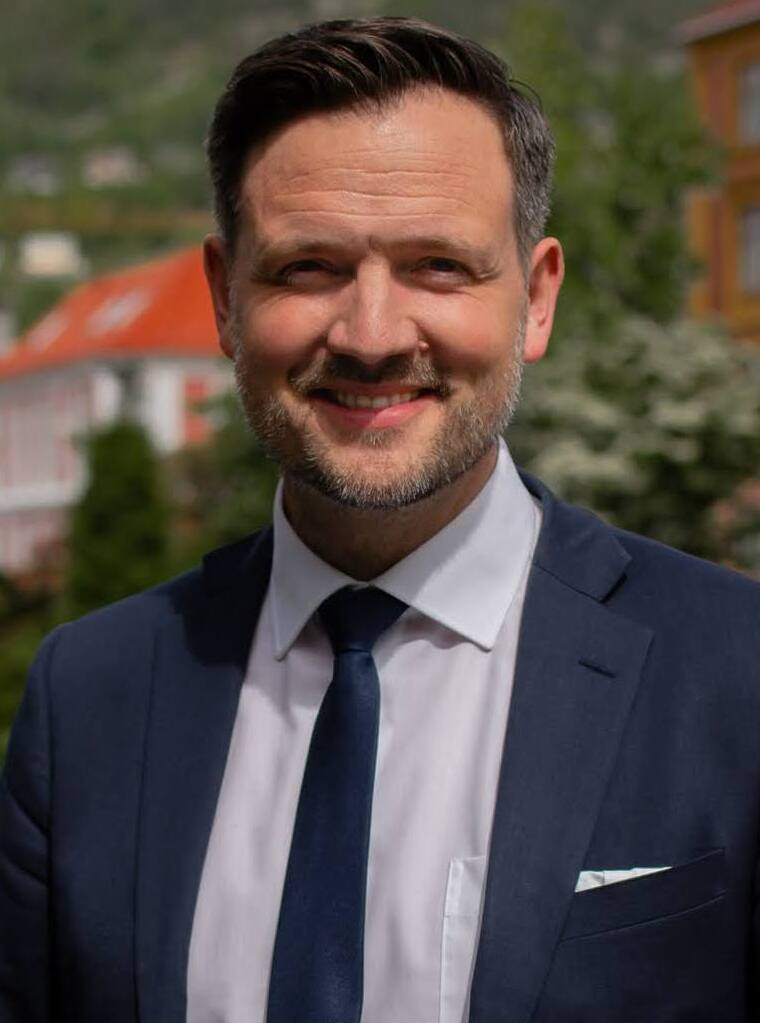
Dag-Inge Ulstein, Kristelig Folkeparti

### Wahllisten der Parlamentsparteien
Die Wahllisten für die einzelnen Wahlkreise mussten von den Parteien bis zum 31. März 2025 eingereicht werden.

#### Arbeiderpartiet
Die Arbeiderpartiet tritt in allen Wahlkreisen mit unterschiedlichen Parteilisten an. Der Parteivorsitzende Jonas Gahr Støre wurde auf dem ersten Platz der Arbeiderpartiet-Liste in Oslo aufgestellt.
| Akershus        | Tonje Brenna            | Nordland         | Bjørnar Skjæran          | Sør-Trøndelag | Trond Giske          |
| Aust-Agder      | Tellef Inge Mørland     | Nord-Trøndelag   | Bente Estil              | Telemark      | Terje Aasland        |
| Buskerud        | Masud Gharahkhani       | Oppland          | Rune Støstad             | Troms         | Cecilie Myrseth      |
| Finnmark        | Marianne Sivertsen Næss | Oslo             | Jonas Gahr Støre         | Vest-Agder    | Kai Steffen Østensen |
| Hedmark         | Nils Kristen Sandtrøen  | Østfold          | Jon-Ivar Nygård          | Vestfold      | Truls Vasvik         |
| Hordaland       | Lubna Jaffery           | Rogaland         | Andreas Bjelland Eriksen | –             | –                    |
| Møre og Romsdal | Per Vidar Kjølmoen      | Sogn og Fjordane | Torbjørn Vereide         | –             | –                    |

#### Høyre
Die Partei Høyre tritt in allen Wahlkreisen mit unterschiedlichen Parteilisten an. Die Ministerpräsidentin und Parteivorsitzende Erna Solberg wurde auf den ersten Platz der Høyre-Wahlliste in Hordaland gewählt.
| Akershus        | Henrik Asheim               | Nord-Trøndelag   | Pål Sæther Eiden          | Sør-Trøndelag | Mari Holm Lønseth  |
| Aust-Agder      | Haagen Severin Nilson Poppe | Nordland         | Bård Ludvig Thorheim      | Telemark      | Mahmoud Farahmand  |
| Buskerud        | Trond Helleland             | Oppland          | Kari-Anne Jønnes          | Troms         | Erlend Svardal Bøe |
| Finnmark        | Hege Christin Bjørkmann     | Oslo             | Ine Marie Eriksen Søreide | Vest-Agder    | Amalie Gunnufsen   |
| Hedmark         | Anna Molberg                | Østfold          | Tage Pettersen            | Vestfold      | Erlend Larsen      |
| Hordaland       | Erna Solberg                | Rogaland         | Margret Hagerup           | –             | –                  |
| Møre og Romsdal | Monica Molvær               | Sogn og Fjordane | Olve Grotle               | –             | –                  |

#### Senterpartiet
Die Senterpartiet tritt in allen Wahlkreisen außer Vest- und Aust-Agder mit unterschiedlichen Parteilisten an. Der Parteivorsitzende Trygve Slagsvold Vedum wurde auf den ersten Platz der Senterpartiet-Wahlliste in Hedmark gewählt.
| Akershus        | Sigbjørn Gjelsvik      | Nord-Trøndelag   | Bjørn Arild Gram    | Sør-Trøndelag | Maren Grøthe        |
| Aust-Agder      | Gro-Anita Mykjåland    | Nordland         | Bent-Joacim Bentzen | Telemark      | Åslaug Sem-Jacobsen |
| Buskerud        | Sigrid Simensen Ilsøy  | Oppland          | Bengt Fasteraune    | Troms         | Sandra Borch        |
| Finnmark        | Geir Adelsten Iversen  | Oslo             | Synne Lerhol        | Vest-Agder    | Gro-Anita Mykjåland |
| Hedmark         | Trygve Slagsvold Vedum | Østfold          | Ole André Myhrvold  | Vestfold      | Kathrine Kleveland  |
| Hordaland       | Kjersti Toppe          | Rogaland         | Geir Pollestad      | –             | –                   |
| Møre og Romsdal | Geir Inge Lien         | Sogn og Fjordane | Erling Sande        | –             | –                   |

#### Fremskrittspartiet
Die Fremskrittspartiet tritt in allen Wahlkreisen mit unterschiedlichen Parteilisten an. Die Parteivorsitzende Sylvi Listhaug wurde auf den ersten Platz der FrP-Wahlliste in Møre og Romsdal gewählt.
| Akershus        | Hans Andreas Limi    | Nord-Trøndelag   | Mats Henriksen       | Sør-Trøndelag | Lill Harriet Sandaune |
| Aust-Agder      | Marius Arion Nilsen  | Nordland         | Dagfinn Henrik Olsen | Telemark      | Bård Hoksrud          |
| Buskerud        | Jon Engen-Helgheim   | Oppland          | Lars Rem             | Troms         | Per-Willy Amundsen    |
| Finnmark        | Bengt Rune Strifeldt | Oslo             | Tor Mikkel Wara      | Vest-Agder    | Alf Erik Andersen     |
| Hedmark         | Tor André Johnsen    | Østfold          | Erlend Wiborg        | Vestfold      | Morten Stordalen      |
| Hordaland       | Helge André Njåstad  | Rogaland         | Kristoffer Sivertsen | –             | –                     |
| Møre og Romsdal | Sylvi Listhaug       | Sogn og Fjordane | Stig Even Lillestøl  | –             | –                     |

#### Sosialistisk Venstreparti
Die Sosialistisk Venstreparti (SV) tritt in allen Wahlkreisen bis auf Vest- und Aust-Agder mit unterschiedlichen Parteilisten an. Die Parteivorsitzende Kirsti Bergstø wurde auf den ersten Platz der SV-Wahlliste in Akershus gewählt.
| Akershus        | Kirsti Bergstø        | Nord-Trøndelag   | Gudrun Lidal       | Sør-Trøndelag | Lars Haltbrekken      |
| Aust-Agder      | Mirell Høyer-Berntsen | Nordland         | Christian Torset   | Telemark      | Vilde Berg-Nilsen     |
| Buskerud        | Kathy Lie             | Oppland          | Anne Lise Fredlund | Troms         | Pål Julius Skogholt   |
| Finnmark        | Tore Grøtte           | Oslo             | Marian Hussein     | Vest-Agder    | Mirell Høyer-Berntsen |
| Hedmark         | Amund Røhr Heggelund  | Østfold          | Åse Kristina Heien | Vestfold      | Grete Wold            |
| Hordaland       | Marthe Hammer         | Rogaland         | Ingrid Fiskaa      | –             | –                     |
| Møre og Romsdal | Line Karlsvik         | Sogn og Fjordane | Hege Lothe         | –             | –                     |

#### Rødt
Die Partei Rødt tritt in allen Wahlkreisen bis auf Vest- und Aust-Agder mit unterschiedlichen Parteilisten an. Die Parteivorsitzende Marie Sneve Martinussen wurde auf den ersten Platz der Rødt-Wahlliste in Akershus gewählt.
| Akershus        | Marie Sneve Martinussen  | Nord-Trøndelag   | Håvard Krogstad-Wiborg  | Sør-Trøndelag | Hege Bae Nyholt      |
| Aust-Agder      | Lætif Akber              | Nordland         | Geir Jørgensen          | Telemark      | Tobias Drevland Lund |
| Buskerud        | Linn-Elise Øhn Mehlen    | Oppland          | Turid Thomassen         | Troms         | Hanne Stenvaag       |
| Finnmark        | Hallgeir Johan Strifeldt | Oslo             | Seher Aydar             | Vest-Agder    | Lætif Akber          |
| Hedmark         | Svein Birger Ørsnes      | Østfold          | Remi Alexander Sølvberg | Vestfold      | Maren Njøs Kurdøl    |
| Hordaland       | Sofie Marhaug            | Rogaland         | Mímir Kristjánsson      | –             | –                    |
| Møre og Romsdal | Mattis Himo              | Sogn og Fjordane | Rita Tonning            | –             | –                    |

#### Venstre
Die Partei Venstre tritt in allen Wahlkreisen bis auf Vest- und Aust-Agder mit unterschiedlichen Parteilisten an. Die Parteivorsitzende Guri Melby wurde auf den ersten Platz der Venstre-Wahlliste in Oslo gewählt.
| Akershus        | Abid Raja                | Nord-Trøndelag   | Jens Fredrik Skjelstad  | Sør-Trøndelag | Lars Øye Brandsås           |
| Aust-Agder      | Ingvild Wetrhus Thorsvik | Nordland         | Tarjei Svalbjørg        | Telemark      | Erik Johannessen            |
| Buskerud        | Julie Bruun Vaage        | Oppland          | Kristin Jess-Bakken     | Troms         | Even Aronsen                |
| Finnmark        | Trine Noodt              | Oslo             | Guri Melby              | Vest-Agder    | Ingvild Wetrhus Thorsvik    |
| Hedmark         | Stig Vaagan              | Østfold          | Olaf Thommessen         | Vestfold      | Camilla Bilstad Johannessen |
| Hordaland       | Sveinung Rotevatn        | Rogaland         | Kjartan Alexander Lunde | –             | –                           |
| Møre og Romsdal | Erik Rolfsen             | Sogn og Fjordane | Alfred Bjørlo           | –             | –                           |

#### Miljøpartiet De Grønne
Die Miljøpartiet De Grønne (MDG) tritt in allen Wahlkreisen bis auf Vest- und Aust-Agder mit unterschiedlichen Parteilisten an.  Der Parteivorsitzende Arild Hermstad wurde auf den ersten Platz der MDG-Wahlliste in Oslo gewählt.
| Akershus        | Une Bastholm                   | Nord-Trøndelag   | Oda Indgaard        | Sør-Trøndelag | Jonas Ali Ghanizadeh           |
| Aust-Agder      | Hildegunn Marie Tønnessen Seip | Nordland         | Svein Ottar Hammer  | Telemark      | Per-Erik Schulze               |
| Buskerud        | Cathrin Janøy                  | Oppland          | Marit Nythun Utheim | Troms         | Barbara Vögele                 |
| Finnmark        | Siren Julianne Jensen          | Oslo             | Arild Hermstad      | Vest-Agder    | Hildegunn Marie Tønnessen Seip |
| Hedmark         | Gjermund Gjestvang             | Østfold          | Johan Rud           | Vestfold      | Julie Estdahl Stuestøl         |
| Hordaland       | Frøya Sjursæther               | Rogaland         | Andreas Aukland     | –             | –                              |
| Møre og Romsdal | Gro Santi Johnsen              | Sogn og Fjordane | Marius Dalin        | –             | –                              |

#### Kristelig Folkeparti
Die Kristelig Folkeparti (KrF) tritt nicht in allen Wahlkreisen mit unterschiedlichen Parteilisten an. Der Parteivorsitzende Dag-Inge Ulstein selbst kandidiert nicht.
| Akershus        | Ida Lindtveit Røse       | Nord-Trøndelag   | Majen Helen Sævik    | Sør-Trøndelag | Majen Helen Sævik         |
| Aust-Agder      | Jorunn Gleditsch Lossius | Nordland         | Linda Helén Haukland | Telemark      | Hans Edvard Askjer        |
| Buskerud        | Ida Lindtveit Røse       | Oppland          | Jytte Sonne          | Troms         | Nils Einar Samuelsen      |
| Finnmark        | Erling-Christoffer Suhr  | Oslo             | Øyvind Håbrekke      | Vest-Agder    | Jorunn Gleditsch Lossius  |
| Hedmark         | Line Mette Teigland      | Østfold          | David Hansen         | Vestfold      | Christian Bredvei Gusland |
| Hordaland       | Joel Ystebø              | Rogaland         | Jonas Andersen Sayed | –             |                           |
| Møre og Romsdal | Harry Valderhaug         | Sogn og Fjordane | Jonatan Hurthi       | –             |                           |

## Wahlkampf

### Ministerpräsidentin einer möglichen bürgerlichen Koalition
Während im Mitte-Links-Block Ministerpräsident Jonas Gahr Støre im Falle eines Wahlsiegs als einziger Kandidat für das Amt des Ministerpräsidenten gilt, gibt es im „bürgerlichen“ Block mit Sylvi Listhaug (FrP) und der früheren Ministerpräsidentin Erna Solberg (H) zwei mögliche Kandidatinnen. Während Listhaug mit ihrer Partei in den Umfragen die besseren Werte erzielt, gilt Solberg als die Kandidatin mit dem größeren Rückhalt bei Venstre (V) und Kristelig Folkeparti (KrF).

### Parteien nahe der vier Prozent
Da nur Parteien mit landesweit mindestens 4 % der Stimmen bei der Verteilung der Ausgleichsmandate berücksichtigt werden, können bereits kleine Unterschiede im Wahlergebnis zu größeren Verschiebungen in der Anzahl der Mandate und damit zwischen den beiden Parteiblöcken führen. Da mit der Miljøpartiet De Grønne (MDG), der Kristelig Folkeparti (KrF) und der Venstre (V) sowie in manchen Umfragen auch der Senterpartiet (Sp) mehrere Parteien nahe der Vier-Prozent-Grenze liegen, entwickelten sich im Laufe des Wahlkampfs größere Debatten zum taktischen Wählen. So begann die MDG beispielsweise mit dem Slogan „Bist du rot-grün? Stimme dieses Jahr taktisch für die MDG!“ zu werben.

### Online- und TV-Formate (Auswahl)
- Am 6. August 2025 organisierten die Internetzeitung Nettavisen und der Medienkonzern Amedia mit insgesamt rund 120 Zeitungen eine online übertragene Debatte der neun Parteivorsitzenden der Stortingsparteien.[44]
- Am 12. August 2025 strahlte NRK1 eine Debatte der neun Parteivorsitzenden der Stortingsparteien aus. Die von Fredrik Solvang und Ingerid Stenvold moderierte Livesendung wurde im Rahmen der politischen Veranstaltung Arendalsuka aufgezeichnet.[45] Im Vorfeld der Livesendung wurden zwei Demonstrantinnen der Extinction-Rebellion-Bewegung, nämlich die Norwegerin Olivia Søtvik und die Deutsche Carola Rackete, aus dem Publikum verwiesen, nachdem sie gegen die norwegische Klimapolitik demonstrierten.[46][47]

## Umfragen

Umfrageverlauf seit der vergangenen Wahl

Bereits wenige Monate nach der Parlamentswahl 2021 fiel die Arbeiderpartiet (Ap), die bei der Wahl 5,9 Prozentpunkte vor der konservativen Partei Høyre lag, in Wahlumfragen hinter die Høyre-Partei zurück. Mit der Senterpartiet (Sp) verlor auch die zweite Regierungspartei schnell an Zustimmung. Hinzugewinnen konnte neben der Høyre, die zwischenzeitlich Werte von über 30 % erreichte, auch die Fremskrittspartiet (FrP).
In der zweiten Jahreshälfte des Jahres 2024 begannen erste Umfragen, die FrP an erster Stelle zu ermitteln. Nachdem die Senterpartiet im Februar 2025 aus der Regierung ausgetreten war und Ministerpräsident Jonas Gahr Støre die Regierung umgebildet hatte, stiegen die Umfragewerte der Arbeiderpartiet stark an.
| Umfrageperiode | Ap   | H    | Sp   | FrP  | SV   | R   | V   | MDG | KrF | Sonst. |
| --- | ---- | ---- | ---- | ---- | ---- | --- | --- | --- | --- | ------ |
| Juli 2025 | 27,7 | 14,8 | 6,3  | 21,5 | 8,2  | 5,9 | 4,7 | 3,5 | 3,2 | 4,1    |
| Juni 2025 | 28,3 | 16,2 | 5,6  | 21,0 | 6,9  | 6,2 | 4,5 | 3,0 | 3,7 | 4,5    |
| Mai 2025 | 28,5 | 18,7 | 5,7  | 20,6 | 7,0  | 5,3 | 4,1 | 2,7 | 3,6 | 3,8    |
| Apr. 2025 | 28,1 | 19,8 | 6,7  | 20,0 | 6,3  | 4,8 | 3,9 | 3,1 | 3,3 | 3,9    |
| März 2025 | 28,1 | 18,8 | 4,9  | 22,7 | 7,2  | 4,6 | 4,3 | 2,7 | 3,1 | 3,4    |
| Feb. 2025 | 24,8 | 18,4 | 6,6  | 24,6 | 7,4  | 5,4 | 4,2 | 2,4 | 3,0 | 3,2    |
| Jan. 2025 | 19,0 | 21,7 | 6,2  | 24,4 | 8,1  | 5,4 | 4,5 | 3,3 | 3,4 | 4,0    |
| Dez. 2024 | 17,2 | 21,2 | 5,3  | 25,4 | 9,4  | 5,8 | 5,3 | 3,1 | 3,9 | 3,5    |
| Nov. 2024 | 18,7 | 22,4 | 6,6  | 22,0 | 9,0  | 5,9 | 5,1 | 3,4 | 3,1 | 3,8    |
| Okt. 2024 | 19,9 | 23,4 | 5,8  | 20,3 | 8,8  | 5,9 | 5,5 | 3,5 | 3,3 | 3,7    |
| \| Umfrageperiode \| Ap \| H \| Sp \| FrP \| SV \| R \| V \| MDG \| KrF \| Sonst. \| \| -------------- \| ---- \| ---- \| ---- \| ---- \| ---- \| --- \| --- \| --- \| --- \| ------ \| \| Sep. 2024 \| 20,6 \| 24,6 \| 6,0 \| 18,9 \| 9,0 \| 5,6 \| 5,1 \| 3,3 \| 2,9 \| 3,9 \| \| Juni 2024 \| 19,7 \| 24,2 \| 6,3 \| 17,8 \| 9,7 \| 6,6 \| 5,9 \| 3,4 \| 3,5 \| 3,5 \| \| März 2024 \| 18,2 \| 26,5 \| 6,5 \| 14,8 \| 9,9 \| 5,8 \| 5,9 \| 4,0 \| 3,8 \| 4,6 \| \| Dez. 2023 \| 18,9 \| 25,6 \| 6,8 \| 13,4 \| 10,9 \| 5,4 \| 5,4 \| 3,6 \| 3,8 \| 6,3 \| \| Sep. 2023 \| 19,7 \| 28,2 \| 6,3 \| 12,9 \| 8,7 \| 5,1 \| 5,4 \| 4,0 \| 3,6 \| 5,7 \| \| Juni 2023 \| 18,6 \| 31,4 \| 6,2 \| 12,4 \| 8,2 \| 6,2 \| 4,5 \| 3,6 \| 3,8 \| 5,3 \| \| März 2023 \| 17,1 \| 32,5 \| 6,1 \| 12,1 \| 9,1 \| 6,1 \| 4,8 \| 3,4 \| 3,8 \| 4,9 \| \| Dez. 2022 \| 17,8 \| 32,4 \| 5,4 \| 12,0 \| 9,3 \| 7,1 \| 4,7 \| 3,7 \| 3,2 \| 4,4 \| \| Sep. 2022 \| 20,0 \| 28,8 \| 5,9 \| 14,0 \| 8,1 \| 7,5 \| 4,7 \| 3,5 \| 3,5 \| 4,2 \| \| Juni 2022 \| 21,5 \| 27,1 \| 7,2 \| 14,3 \| 9,1 \| 6,0 \| 4,5 \| 3,5 \| 3,2 \| 3,7 \| \| März 2022 \| 22,8 \| 26,6 \| 8,3 \| 11,5 \| 7,8 \| 7,6 \| 4,6 \| 3,7 \| 3,4 \| 3,8 \| \| Dez. 2021 \| 23,0 \| 24,2 \| 10,9 \| 11,7 \| 9,5 \| 5,9 \| 5,0 \| 3,4 \| 3,2 \| 3,4 \| \| Sep. 2021 \| 24,4 \| 19,4 \| 12,9 \| 11,3 \| 9,2 \| 5,4 \| 4,7 \| 4,9 \| 4,0 \| 3,8 \| |      |      |      |      |      |     |     |     |     |        |
| Wahl 2021 | 26,3 | 20,4 | 13,5 | 11,6 | 7,6  | 4,7 | 4,6 | 3,9 | 3,8 | 3,6    |
| Umfrageperiode | Ap   | H    | Sp   | FrP  | SV   | R   | V   | MDG | KrF | Sonst. |
| Sep. 2024 | 20,6 | 24,6 | 6,0  | 18,9 | 9,0  | 5,6 | 5,1 | 3,3 | 2,9 | 3,9    |
| Juni 2024 | 19,7 | 24,2 | 6,3  | 17,8 | 9,7  | 6,6 | 5,9 | 3,4 | 3,5 | 3,5    |
| März 2024 | 18,2 | 26,5 | 6,5  | 14,8 | 9,9  | 5,8 | 5,9 | 4,0 | 3,8 | 4,6    |
| Dez. 2023 | 18,9 | 25,6 | 6,8  | 13,4 | 10,9 | 5,4 | 5,4 | 3,6 | 3,8 | 6,3    |
| Sep. 2023 | 19,7 | 28,2 | 6,3  | 12,9 | 8,7  | 5,1 | 5,4 | 4,0 | 3,6 | 5,7    |
| Juni 2023 | 18,6 | 31,4 | 6,2  | 12,4 | 8,2  | 6,2 | 4,5 | 3,6 | 3,8 | 5,3    |
| März 2023 | 17,1 | 32,5 | 6,1  | 12,1 | 9,1  | 6,1 | 4,8 | 3,4 | 3,8 | 4,9    |
| Dez. 2022 | 17,8 | 32,4 | 5,4  | 12,0 | 9,3  | 7,1 | 4,7 | 3,7 | 3,2 | 4,4    |
| Sep. 2022 | 20,0 | 28,8 | 5,9  | 14,0 | 8,1  | 7,5 | 4,7 | 3,5 | 3,5 | 4,2    |
| Juni 2022 | 21,5 | 27,1 | 7,2  | 14,3 | 9,1  | 6,0 | 4,5 | 3,5 | 3,2 | 3,7    |
| März 2022 | 22,8 | 26,6 | 8,3  | 11,5 | 7,8  | 7,6 | 4,6 | 3,7 | 3,4 | 3,8    |
| Dez. 2021 | 23,0 | 24,2 | 10,9 | 11,7 | 9,5  | 5,9 | 5,0 | 3,4 | 3,2 | 3,4    |
| Sep. 2021 | 24,4 | 19,4 | 12,9 | 11,3 | 9,2  | 5,4 | 4,7 | 4,9 | 4,0 | 3,8    |